# فنسنت أوكونور
فنسنت أوكونور (بالإنجليزية: Vincent O'Connor)‏ هو لاعب كرة القدم الغالية أيرلندي، ولد في 1986 في Dingle ‏ في جمهورية أيرلندا.